# Serra-rica
Serra-rica és una masia de Muntanyola (Osona) inclosa a l'Inventari del Patrimoni Arquitectònic de Catalunya.

## Descripció
Masia de grans dimensions de planta rectangular i coberta a dos vessants. La vessant de migdia és més prolongada i és a la part on es fa visible un nou tram constructiu de la casa. A la part dreta de migdia sobresurt un cos més baix i és per on es produeix l'entrada a la casa mitjançant un portal adovellat que condueix al barri, espai descobert i enllosat. El portal d'accés a la casa es troba al mur de ponent, dins aquest espai. Al davant s'hi formen dependències per al bestiar. Cal remarcar les finestres conopials dels pisos superiors. En front del portal del barri hi ha un cobert de grans dimensions.
El material constructiu de base és la pedra.

## Història
Casa inclosa dins la demarcació del castell de Muntanyola del qual en tenim notícies des del segle xi.
El mas Serraricha el trobem esmentat en el fogatge de 1553 de la parròquia i terme de Muntanyola, per bé que els seus orígens deuen datar de més antic.
Fou reformat i ampliat al segle XVII com indica la dovella central del portal del barri (1608) i més tard al segle xix (1881).
Es troba a prop de la parròquia de Muntanyola i no gaire lluny de la moderna urbanització de Fontanelles.